# Alfred François Nettement
Alfred François Nettement (21 de agosto de 1805-14 de noviembre de 1869) fue un historiador y escritor francés.

## Tesis
Señaló enlaces entre la masonería, los Iluminados de Baviera y la revolución francesa.